# Kari Simonsen
Kari Simonsen, född 5 juni 1937 i Oslo, är en norsk skådespelare.

## Biografi
Simonsen medverkade som 11-åring i en revy arrangerad av Røa Idrettslag och fortsatte därefter att medverka i amatörteater. När hon var 17 år gammal upptäcktes hon av Einar Schanke och medverkade därefter på turné. Åren 1956–1958 utbildades hon vid Statens Teaterskole och 1959 debuterade hon vid Folketeatret som Ann i Dodie Smiths Vår i luften. Mellan 1960 och 1972 verkade hon vid Oslo Nye Teater och från 1973 vid Nationaltheatret. Hon har också verkat vid radio- och TV-teatern samt gjort gästuppträdanden vid bland annat Chat Noir, Edderkoppen Teater, ABC-teatret och Chateu Neuf.
Bland hennes roller finns Pauline i Nordahl Griegs Nederlaget. På Oslo Nye Teater bidrog hon till att befästa teaterns komediprofil. Hon har medverkat i över 25 musikaler och har kallats "musikaldrottningen". Bland hennes musikaler finns Stopp verden jeg vil av, Teenagerlove och Kiss me, Kate. Inom klassisk dramatik har hon bland annat gjort Lady Macbeth i William Shakespeares Macbeth och Gjerd i Peder Cappelens Loke. Hon har spelat många Henrik Ibsen-roller, bland annat Fru Sørby i Vildanden, Fanny Wilton i Johan Gabriel Borkman och Maja Rubek i När vi döda vaknar.
Vid sidan av teatern verkar hon som film- och TV-skådespelare. Hon debuterade 1959 i 5 loddrett och har medverkat i över 50 produktioner fram till i dag. Hon är ihågkommen för rollen som modern i Når nettene blir lange (2000) och Gjertrud i Hotel Cæsar (2000–2010).
År 1990 tilldelades hon Per Aabel-prisen för sin tolkning av Lettice i Lettice og Lotte. År 2001 fick hon en hedersutmärkelse vid Amandaprisen.

## Familj
Kari Simonsen är dotter till advokat Jon Simonsen (1900–1975) och Marie Louise Konow Heiberg (1910–). Hon var från 1966 gift med författaren och förläggaren Peder W. Cappelen (1931–1992). Hon är sonsonsdotter till Peter Simonsen (1831–1895) och syssling till Gerhard Heiberg (1939–).

## Filmografi (i urval)
- 1959 – 5 loddrett
- 1960 – Omringad
- 1964 – Nydelige nelliker
- 1965 – To på topp
- 1970 – Olsenbanden och Dynamit-Harry
- 1972 – Alberte (TV-serie)
- 1972–1988 – Fleksnes fataliteter (TV-serie)
- 1972 – Marikens bryllup
- 1974 – Den siste Fleksnes
- 1975 – Flåklypa Grand Prix (röst)
- 1977 – Mormor og de åtte ungene i byen
- 1979 – Mormor og de åtte ungene i skogen
- 1979 – Lucie
- 1985 – Øye for Øye
- 1985 – Sitt i båten
- 1989 – Vertshuset den gyldne hale (TV-serie)
- 1990 – Svampe
- 1991 – Fedrelandet (TV-serie)
- 1992 – Fredrikssons fabrik (TV-serie)
- 1992 – Ute av drift!
- 1994 – Mot i brøstet (TV-serie)
- 1998 – Blodsbånd (TV-serie)
- 1998 – Bara molnen flyttar stjärnorna
- 1998 – Avsändare: anonym
- 1999 – Absolutt blåmandag
- 1999 – Sofies värld
- 2000 – Aberdeen
- 2000 – Når nettene blir lange
- 2000–2010 – Hotel Cæsar (TV-serie)
- 2001 – Prinsessen i Eventyrriket (TV-serie)
- 2002 – Liten tue
- 2002 – Tyven, tyven
- 2004 – Vakuum
- 2004 – Asfaltevangeliet
- 2006 – Konsten att tänka negativt
- 2007 – Andra halvlek
- 2007 – Störst av allt är kärleken (TV-serie)
- 2008 – I Nina
- 2009 – Good Night Darling (TV-serie)
- 2012 – Ballett
- 2012 – Pyramiden
- 2012 – Unns Kjærlighet
- 2013 – Detektiv Downs
- 2015 – Jadudah: Red